# بيتري باسانن
بيتري باسانين (بالفنلندية: Petri Pasanen)‏ (لهتي، 24 سبتمبر 1980) لاعب كرة قدم فنلندي يلعب حاليا لصالح نادي الدرجة الأولى فيردر بريمين الألماني منذ 2004 في مركز قلب الدفاع كما يجيد اللعب في مركز الظهير الأيمن والأيسر .

## روابط خارجية
- بيتري باسانن على موقع الاتحاد الدولي (مؤرشف)  (الإنجليزية)
- بيتري باسانن على موقع الاتحاد الأوربي (الإنجليزية)
- بيتري باسانن على موقع إي إس بي إن إف سي (الإنجليزية)
- بيتري باسانن على موقع قاعدة بيانات كرة القدم.إي يو (الإنجليزية)
- بيتري باسانن على موقع بيانات كرة القدم. دي إي (الألمانية)
- بيتري باسانن على موقع ناشيونال فوتبول تيمز (الإنجليزية)
- بيتري باسانن على موقع Soccerbase.com (لاعب) (الإنجليزية)
- بيتري باسانن على موقع Soccerway.com (الإنجليزية)
- بيتري باسانن على موقع عالم كرة القدم.نت (الإنجليزية)
- بيتري باسانن على موقع كووورة